# Julia Trotman
Julia Lyman Trotman (Nova Iorque, 25 de março de 1968) é uma velejadora estadunidense, medalhista olímpica. Ela competiu nos Jogos Olímpicos de Verão de 1992 na classe Europe e conquistou a medalha de bronze, tendo totalizado 62.7 pontos nas oito regatas disputadas.
Ela foi campeã colegiada feminina de uma só mão em 1989 e 1992, bem como iatista Rolex do ano em 1992. Ela serviu como capitã das equipes femininas de hóquei no gelo e vela em Harvard em 1989. Além disso, foi indicada para o Hall da Fama do Atlético de Harvard em 2004. Depois de se formar em Harvard, tornou-se assistente editorial da revista American Heritage. Ela foi para a Harvard Business School (1997), trabalhou na McKinsey por quatro anos e depois na VIA Agency por 15 anos. Ela era casada com o ex-medalhista de prata olímpico, Jim Brady.